# Belgerner Roland

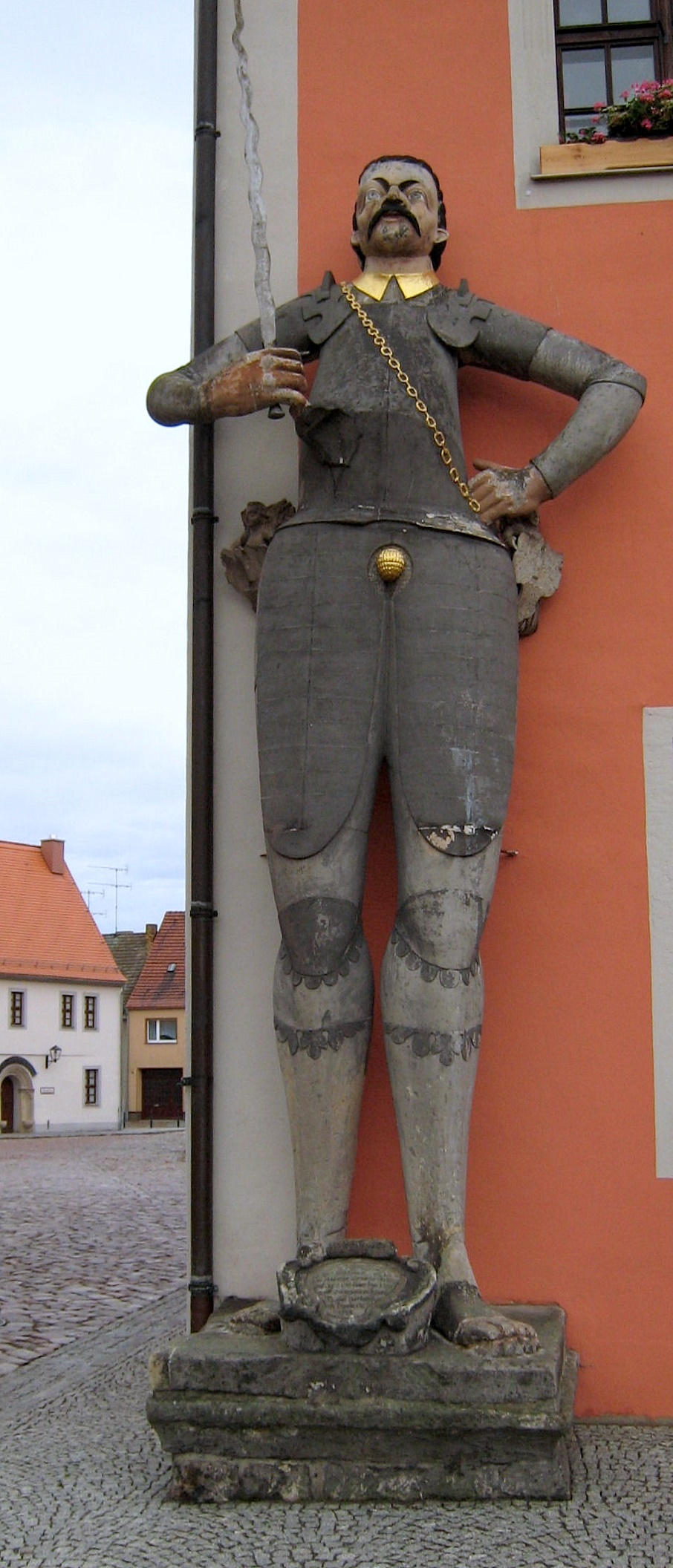
Belgerner Roland

Der Belgerner Roland ist eine Rolandstatue in Belgern, im Landkreis Nordsachsen in Sachsen. (Deutschland). Die Figur wurde im Jahr 1502 erstmals erwähnt. Nach ihrer Zerstörung wurde sie 1610 neu errichtet. Als Material wurde Postaer Sandstein verwendet. Als Schöpfer wird Peter Bühringer genannt. Der Roland hat eine Höhe von 5,25 m. Als Träger eines Flammenschwertes gilt er als Besonderheit unter den Rolanden.